# راشيل كورين
راشيل كورين (بالإنجليزية: Rachel Korine)‏ هي ممثلة أمريكية (من مواليد 04 أبريل 1986).

## روابط خارجية
- راشيل كورين على موقع IMDb (الإنجليزية)
- راشيل كورين على موقع ميتاكريتيك (الإنجليزية)
- راشيل كورين على موقع روتن توميتوز (الإنجليزية)
- راشيل كورين على موقع قاعدة بيانات الأفلام العربية
- راشيل كورين على موقع ألو سيني (الفرنسية)
- راشيل كورين على موقع تيرنر كلاسيك موفيز (الإنجليزية)
- راشيل كورين على موقع أول موفي (الإنجليزية)
- راشيل كورين على موقع قاعدة بيانات الأفلام السويدية (السويدية)
- راشيل كورين على موقع ديسكوغز (الإنجليزية)
- راشيل كورين على موقع قاعدة بيانات الفيلم (الإنجليزية)